# Justin de Selves

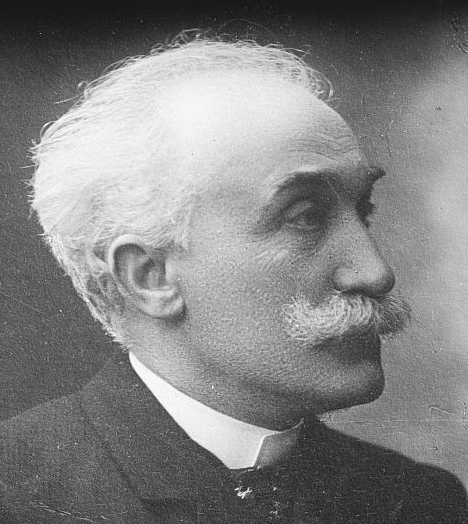
Justin de Selves

Justin Germain Casimir de Selves (Toulouse, 19 juli 1848 - 1934), was een Frans politicus.

## Biografie

### Achtergrond, opleiding en vroege carrière
Justin de Selves was de zoon van Jacques Joseph Gustave de Selves (1820-1850) en Mme. De Selves-de Freycinet. Justin de Selves was de neef van Charles de Freycinet. Hij studeerde rechten en tijdens de Frans-Duitse Oorlog (1870-1871) nam hij deel aan de strijd. Na de Slag bij Chartres werd hij bevorderd tot kapitein (21 oktober 1870). Vervolgens was hij secretaris van zijn oom Charles de Freycinet en in die functie maakte hij deel uit van een delegatie die door de Regering van Nationale Verdediging naar Tours gezonden om daar de strijd tegen de Duitsers te coördineren. Later werkte hij voor de administratieve afdeling van het ministerie van Oorlog. In januari 1871 volgde hij de Regering van Nationale Verdediging naar Bordeaux waar hij verscheidene administratieve functies bekleedde.
Justin de Selves promoveerde na de oorlog aan de Universiteit van Toulouse in de rechten (1871) en liet zich vervolgens als advocaat inschrijven bij de balie van Montauban. Ofschoon nog jong, werd hij nog in het jaar 1871 deken van de Orde van Advocaten.

### Prefect
Justin de Selves vervulde vervolgens vele bestuurlijke functies. Van 1880 tot 1882 was hij prefect van het departement Tarn-et-Garonne, van 1 mei tot 16 mei 1882 was hij prefect van het departement Oise, in 1885 prefect van het departement Meurthe-et-Moselle en het departement Gironde. Van 21 januari 1890 tot 1896 was hij directeur-generaal van het ministerie van Telegrafie en Posterijen. Hij nam in deze functie deel aan het Internationale Postcongres te Wenen. Hij was een belangrijk voorstander van hervorming van het postwezen.
Op 23 mei 1896 werd hij door de regering van Jules Méline benoemd tot prefect van het departement Seine. Hij bekleedde dit ambt tot 28 juni 1911.
Van 1909 tot 1927 vertegenwoordigde hij het departement Tar-et-Garonne in de Senaat (Sénat).

### Minister
Op 27 januari 1911 volgde hij Jean Cruppi op als minister van Buitenlandse Zaken. Tijdens de Tweede Marokkaanse Crisis bepleitte hij een hard optreden tegen Duitsland en steunde hij het regeringsbesluit om militairen naar Marokko te sturen, zogenaamd om Fransen in dat land te beschermen. Duitsland stuurde hierop uit protest het oorlogsschip de Panther en een oorlog tussen de beide landen leek aanstaande. De Franse premier Joseph Caillaux was voorstander van een vreedzame oplossing en na onderhandelingen met Duitsland werd het conflict bezworen. De Selves trad hierna als minister van Buitenlandse Zaken af.
In de jaren na zijn ministerschap was De Selves voorzitter van de Senaatscommissie van Buitenlandse Zaken. Van 29 maart tot 14 juni 1924 was hij voor korte tijd minister van Binnenlandse Zaken in het derde kabinet-Poincaré.
Justin de Selves bekleedde van 19 juni 1924 tot 14 januari 1927 voorzitter van de Senaat (Président du Sénat).

## Trivia
- Hij bezette de 9de zetel van de Académie des Beaux-Arts
- In het 8e arrondissement van Parijs ligt de Avenue des Selves
- Hij was bevriend met de Nederlandse minister van Buitenlandse Zaken jhr. Reneke de Marees van Swinderen[2]

## Verwijzingen
1. ↑  Daar er tussen 1871 en 1968 geen burgemeesters van Parijs waren, was de prefect van het departement Seine de hoogste bestuurder in Parijs
2. ↑  De Nederlandse ministers van Buitenlandse Zaken in de twintigste eeuw, door: Duco Hellema, Bert Zeeman en Bert van der Zwan (red.) (1999), blz. 63 en 65

- Bibliothèque nationale de France: cb14846698k (data)
- Gemeinsame Normdatei: 133756440
- International Standard Name Identifier: 0000 0001 0958 8419
- Base Léonore: LH//2499/6
- Système universitaire de documentation: 097412163
- Virtual International Authority File: 19948687
- WorldCat: E39PBJv8KJ4kM8kFvcDgkwJFKd